# 觀察儀器
觀測儀器（viewing instrument）是用於查看或檢查物件或場景，或某種電子屬性或信號的設備。在某些情況下，查看的可能是抽象的數學。在英許系的地區，許多觀測儀器的名稱都來自英語的字尾"-scope"，意思是"看見"。"-scope"是源自科學的拉丁文字尾-scopium，意味著是一種觀看的儀器。再往前追溯，可能起源於上古希臘動詞"skopein"，意思是"審查"。

## 觀察儀器的類型
- 双筒望远镜
- 宽银幕电影镜头
- 膀胱鏡
- 驗電器（electroscope）
- 電動準距儀（英语：electrotachyscope）
- 內視鏡（endoscope）
- 纖維鏡（英语：fibrescope）
- 尋星鏡（finderscope）
- 螢光檢查器（英语：fluoroscope）
- 檢流計（galvanoscope）
- 胃鏡（gastroscope）
- 眼角測試（英语：gonioscope）
- iconoscope（英语：iconoscope）
- 萬花筒（kaleidoscope）
- kinescope（英语：kinescope）
- 活動電影放映機（kinetoscope）
- 喉鏡檢查術（laryngoscope）
- 顯微鏡（microscope）
- ophthalmoscope（英语：ophthalmoscope）
- 示波器（oscilloscope）
- Otoscope（英语：Otoscope）
- 潛望鏡（periscope）
- phenakistoscope（英语：phenakistoscope）：也稱為phenakistiscope
- praxinoscope（英语：praxinoscope）
- 轉描機技術（Rotoscope）
- spectroscope（英语：spectroscope）
- 鑑識望遠鏡（Spotting scope）
- 聽診器（stethoscope）
- stereoscope（英语：stereoscope）
- 頻閃觀測器（stroboscope）
- tachistoscope（英语：tachistoscope）
- 望遠鏡（telescope）
- teleidoscope（英语：teleidoscope）
- 取景器（viewfinder）

## 外部連結
- A Guide to Binoculars （页面存档备份，存于） by Emil Neata